# Мельхіор Ванькович
Мельхіор Ванькович (пол. Melchior Wańkowicz, нар. 10 січня 1892 в Калюжиці, пом. 10 вересня 1974 у Варшаві) — офіцер польської армії, письменник, журналіст і видавець. Відомий завдяки своїм репортажам про битви Війська Польського на Заході, а також завдяки своїй книзі про битву при Монте-Кассіно.

## Біографія
Мельхіор Ванькович народився 10 січня 1892 року в селі Калюжиці, що біля Мінська (на той час у складі Російської імперії). Відвідував школу у Варшаві, потім навчався в Яґеллонському університеті в Кракові, який закінчив 1922 року. Як активіст польського руху за незалежність, він був офіцером Союзу стрільців (Związek Strzelecki). Під час Першої світової війни воював у I-му Польському корпусі під командуванням генерала Довбор-Мусніцького.
Після війни Ванькович працював журналістом, деякий час обіймав посаду керівника прес-відділу Міністерства внутрішніх справ Польщі. 1926 року він заснував видавниче агентство «Rój». Він також працював у рекламному бізнесі. У міжвоєнний період написав три книги, кожну з яких читачі та критики зустріли схвально.
Після вторгнення німецької та радянської армій в Польщу Ванькович деякий час жив у Румунії, де писав про події польського вересня. З 1943 по 1946 рік він був військовим кореспондентом польських Збройних сил на Заході. Пізніше він написав мемуари про битву під Монте-Кассіно, які стали найвідомішою його книгою. Одна з його дочок, Кристина, загинула, борючись в рядах Армії Крайової під час Варшавського повстання 1944 року.
З 1949 по 1958 рік жив у США, але потім повернувся до Польщі. Виступав проти комуністичного режиму, писав статті і читав лекції про польські Збройні сили на Заході (згадки про які уряд звів до мінімуму, намагаючись підкреслити роль прорадянської армії Берлінґа). Тритомник про битву під Монте-Кассіно спочатку було опубліковано в Польщі лише в урізаному цензурою вигляді.
Після того, як він підписав «Лист 34-х» 1964 року, протестуючи проти цензури, Ванькович зазнав репресій з боку уряду: публікацію його робіт було заборонено, а самого його було заарештовано і звинувачено у наклепі на державу і «поширення полонофобської пропаганди за кордоном» (частково через публікацію низки його робіт на Радіо «Вільна Європа», але головним доказом провини став лист до своєї дочки, що жила у США). Ваньковича було засуджено до трьох років позбавлення волі. Однак, вирок так і не набув чинності, а письменника було реабілітовано 1990 року, відразу після падіння комуністичного режиму.
Мельхіор Ванькович помер 10 вересня 1974 року у Варшаві.